# Interlands Zwitsers voetbalelftal 1980-1989
Deze pagina toont een gedetailleerd overzicht van de interlands die het Zwitsers voetbalelftal speelt en heeft gespeeld in de periode 1980 – 1989.

## Interlands

### 1980
|                                                                       |                                                |       |                   |                                                                                 |
| 26 maart Vriendschappelijk № 405 «onderlinge duels» 20:15 uur (UTC+1) | Zwitserland                                    | 2 – 0 | Tsjecho-Slowakije | St. Jakob-Park, Bazel Toeschouwers: 8.017 Scheidsrechter: Horst Brummeier (AUT) |
| 26 maart Vriendschappelijk № 405 «onderlinge duels» 20:15 uur (UTC+1) | Claudio Sulser 39' (pen.) Umberto Barberis 61' |       |                   | St. Jakob-Park, Bazel Toeschouwers: 8.017 Scheidsrechter: Horst Brummeier (AUT) |

|                                                                      |                                    |       |             |                                                                           |
| 1 april Vriendschappelijk № 406 «onderlinge duels» 20:00 uur (UTC+1) | Zwitserland                        | 2 – 0 | Griekenland | Hardturm, Zürich Toeschouwers: 12.200 Scheidsrechter: Dušan Krchňák (TCH) |
| 1 april Vriendschappelijk № 406 «onderlinge duels» 20:00 uur (UTC+1) | Marc Schnyder 9' Marc Schnyder 76' |       |             | Hardturm, Zürich Toeschouwers: 12.200 Scheidsrechter: Dušan Krchňák (TCH) |

|                                                                       |                                |       |             |                                                                                |
| 30 april Vriendschappelijk № 407 «onderlinge duels» 19:00 uur (UTC+1) | Ierland                        | 2 – 0 | Zwitserland | Lansdowne Road, Dublin Toeschouwers: 12.000 Scheidsrechter: Clive Thomas (WAL) |
| 30 april Vriendschappelijk № 407 «onderlinge duels» 19:00 uur (UTC+1) | Don Givens 12' Gerard_Daly 41' |       |             | Lansdowne Road, Dublin Toeschouwers: 12.000 Scheidsrechter: Clive Thomas (WAL) |

|                                                                          |                       |       |                  |                                                                                   |
| 27 augustus Vriendschappelijk № 408 «onderlinge duels» 20:15 uur (UTC+1) | Zwitserland           | 1 – 1 | Denemarken       | Stade Olympique, Lausanne Toeschouwers: 8.000 Scheidsrechter: Heinz Fahnler (AUT) |
| 27 augustus Vriendschappelijk № 408 «onderlinge duels» 20:15 uur (UTC+1) | Hans-Jörg Pfister 58' |       | 24' Lars Bastrup | Stade Olympique, Lausanne Toeschouwers: 8.000 Scheidsrechter: Heinz Fahnler (AUT) |

|                                                                           |                                                |       |                                                    |                                                                                |
| 10 september Vriendschappelijk № 409 «onderlinge duels» 20:00 uur (UTC+1) | Zwitserland                                    | 2 – 3 | West-Duitsland                                     | St. Jakob-Park, Bazel Toeschouwers: 32.000 Scheidsrechter: Luigi Agnolin (ITA) |
| 10 september Vriendschappelijk № 409 «onderlinge duels» 20:00 uur (UTC+1) | Hans-Jörg Pfister 84' René Botteron 88' (pen.) |       | 18' Hansi Müller 66' Felix Magath 69' Hansi Müller | St. Jakob-Park, Bazel Toeschouwers: 32.000 Scheidsrechter: Luigi Agnolin (ITA) |

|                                                                            |                      |       |                                   |                                                                         |
| 29 oktober WK 1982 kwalificatie № 410 «onderlinge duels» 20:00 uur (UTC+1) | Zwitserland          | 1 – 2 | Noorwegen                         | Wankdorf, Bern Toeschouwers: 14.000 Scheidsrechter: Dušan Krchňák (TCH) |
| 29 oktober WK 1982 kwalificatie № 410 «onderlinge duels» 20:00 uur (UTC+1) | Umberto Barberis 49' |       | 5' Åge Hareide 79' Svein Mathisen | Wankdorf, Bern Toeschouwers: 14.000 Scheidsrechter: Dušan Krchňák (TCH) |

|                                                                           |                                           |       |                       |                                                                               |
| 19 november WK 1982 kwalificatie № 411 «onderlinge duels» 19:45 uur (UTC) | Engeland                                  | 2 – 1 | Zwitserland           | Wembley Stadium, Londen Toeschouwers: 70.000 Scheidsrechter: Jan Keizer (NED) |
| 19 november WK 1982 kwalificatie № 411 «onderlinge duels» 19:45 uur (UTC) | Markus Tanner 23' (e.d.) Paul Mariner 32' |       | 76' Hans-Jörg Pfister | Wembley Stadium, Londen Toeschouwers: 70.000 Scheidsrechter: Jan Keizer (NED) |

|                                                                           |                                                                                                   |       |             |                                                                                              |
| 16 december Vriendschappelijk № 412 «onderlinge duels» `21:30 uur (UTC−3) | Argentinië                                                                                        | 5 – 0 | Zwitserland | Estadio Chateau Carreras, Córdoba Toeschouwers: 12.000 Scheidsrechter: José Luis Bazán (URU) |
| 16 december Vriendschappelijk № 412 «onderlinge duels» `21:30 uur (UTC−3) | Ramón Díaz 4' Leopoldo Luque 9' José Valencia 83' Diego Maradona 44' Daniel Passarella 77' (pen.) |       |             | Estadio Chateau Carreras, Córdoba Toeschouwers: 12.000 Scheidsrechter: José Luis Bazán (URU) |

|                                                                          |                                                              |       |             |                                                                                          |
| 18 december Vriendschappelijk № 413 «onderlinge duels» 18:00 uur (UTC−3) | Uruguay                                                      | 4 – 0 | Zwitserland | Estadio Luis Tróccoli, Montevideo Toeschouwers: 6.000 Scheidsrechter: Jorge Romero (ARG) |
| 18 december Vriendschappelijk № 413 «onderlinge duels» 18:00 uur (UTC−3) | Walter Olivera 21' Rubén Paz 66' Rubén Paz 83' Rubén Paz 86' |       |             | Estadio Luis Tróccoli, Montevideo Toeschouwers: 6.000 Scheidsrechter: Jorge Romero (ARG) |

|                                                                          |                           |       |             |                                                                                         |
| 21 december Vriendschappelijk № 414 «onderlinge duels» 17:30 uur (UTC−4) | Brazilië                  | 2 – 0 | Zwitserland | Estádio José Fragelli, Cuiabá Toeschouwers: 43.452 Scheidsrechter: Arnaldo Coelho (BRA) |
| 21 december Vriendschappelijk № 414 «onderlinge duels» 17:30 uur (UTC−4) | Sócrates 9' Zé Sérgio 90' |       |             | Estádio José Fragelli, Cuiabá Toeschouwers: 43.452 Scheidsrechter: Arnaldo Coelho (BRA) |

### 1981
|                                                                       |                   |                          |             |                                                                                  |
| 24 maart Vriendschappelijk № 415 «onderlinge duels» 16:30 uur (UTC+1) | Tsjecho-Slowakije | 0 – 1                    | Zwitserland | Tehelné pole, Bratislava Toeschouwers: 16.439 Scheidsrechter: László Kőrös (HUN) |
| 24 maart Vriendschappelijk № 415 «onderlinge duels» 16:30 uur (UTC+1) |                   | 66' (pen.) René Botteron |             | Tehelné pole, Bratislava Toeschouwers: 16.439 Scheidsrechter: László Kőrös (HUN) |

|                                                                          |                                       |       |                                            |                                                                              |
| 28 april WK 1982 kwalificatie № 416 «onderlinge duels» 20:00 uur (UTC+1) | Zwitserland                           | 2 – 2 | Hongarije                                  | Stadion Allmend, Luzern Toeschouwers: 17.000 Scheidsrechter: Ian Foote (SCO) |
| 28 april WK 1982 kwalificatie № 416 «onderlinge duels» 20:00 uur (UTC+1) | Claudio Sulser 31' Claudio Sulser 47' |       | 45' László Bálint 64' (pen.) Sándor Müller | Stadion Allmend, Luzern Toeschouwers: 17.000 Scheidsrechter: Ian Foote (SCO) |

|                                                                        |                                          |       |                     |                                                                               |
| 30 mei WK 1982 kwalificatie № 417 «onderlinge duels» 20:00 uur (UTC+2) | Zwitserland                              | 2 – 1 | Engeland            | St. Jakob-Park, Bazel Toeschouwers: 40.000 Scheidsrechter: Adolf Prokop (GDR) |
| 30 mei WK 1982 kwalificatie № 417 «onderlinge duels» 20:00 uur (UTC+2) | Alfred Scheiwiler 27' Claudio Sulser 29' |       | 54' Terry McDermott | St. Jakob-Park, Bazel Toeschouwers: 40.000 Scheidsrechter: Adolf Prokop (GDR) |

|                                                                         |                    |       |                      |                                                                                    |
| 17 juni WK 1982 kwalificatie № 418 «onderlinge duels» 19:00 uur (UTC+2) | Noorwegen          | 1 – 1 | Zwitserland          | Ullevaalstadion, Oslo Toeschouwers: 18.022 Scheidsrechter: Eduard Shklovskiy (URS) |
| 17 juni WK 1982 kwalificatie № 418 «onderlinge duels» 19:00 uur (UTC+2) | Vidar Davidsen 83' |       | 65' Umberto Barberis | Ullevaalstadion, Oslo Toeschouwers: 18.022 Scheidsrechter: Eduard Shklovskiy (URS) |

|                                                                          |                                  |       |                 |                                                                         |
| 1 september Vriendschappelijk № 419 «onderlinge duels» 20:00 uur (UTC+2) | Zwitserland                      | 2 – 1 | Nederland       | Hardturm, Zürich Toeschouwers: 7.200 Scheidsrechter: Gert Henning (FRG) |
| 1 september Vriendschappelijk № 419 «onderlinge duels» 20:00 uur (UTC+2) | Lucien Favre 60' Angelo Elia 70' |       | 77' John Metgod | Hardturm, Zürich Toeschouwers: 7.200 Scheidsrechter: Gert Henning (FRG) |

|                                                                            |                 |       |                                       |                                                                                           |
| 10 oktober WK 1982 kwalificatie № 420 «onderlinge duels» 15:00 uur (UTC+2) | Roemenië        | 1 – 2 | Zwitserland                           | Stadionul 23 August, Boekarest Toeschouwers: 55.000 Scheidsrechter: Enzo Barbaresco (ITS) |
| 10 oktober WK 1982 kwalificatie № 420 «onderlinge duels» 15:00 uur (UTC+2) | Ilie Balaci 56' |       | 26' Robert Lüthi 69' Gianpietro Zappa | Stadionul 23 August, Boekarest Toeschouwers: 55.000 Scheidsrechter: Enzo Barbaresco (ITS) |

|                                                                            |                                                        |       |             |                                                                              |
| 14 oktober WK 1982 kwalificatie № 421 «onderlinge duels» 18:00 uur (UTC+1) | Hongarije                                              | 3 – 0 | Zwitserland | Népstadion, Boedapest Toeschouwers: 65.000 Scheidsrechter: Talat Tokat (TUR) |
| 14 oktober WK 1982 kwalificatie № 421 «onderlinge duels» 18:00 uur (UTC+1) | Tibor Nyilasi 23' Tibor Nyilasi 49' László Fazekas 59' |       |             | Népstadion, Boedapest Toeschouwers: 65.000 Scheidsrechter: Talat Tokat (TUR) |

|                                                                             |             |       |          |                                                                         |
| 11 november WK 1982 kwalificatie № 422 «onderlinge duels» 20:00 uur (UTC+1) | Zwitserland | 0 – 0 | Roemenië | Wankdorf, Bern Toeschouwers: 27.112 Scheidsrechter: César Correia (POR) |
| 11 november WK 1982 kwalificatie № 422 «onderlinge duels» 20:00 uur (UTC+1) |             |       |          | Wankdorf, Bern Toeschouwers: 27.112 Scheidsrechter: César Correia (POR) |

### 1982
|                                                                      |               |                      |             |                                                                                     |
| 9 maart Vriendschappelijk № 423 «onderlinge duels» 19:30 uur (UTC+1) | Liechtenstein | 0 – 1                | Zwitserland | Sportplatz Rheinau, Balzers Toeschouwers: 4.500 Scheidsrechter: Jacob Baumann (SUI) |
| 9 maart Vriendschappelijk № 423 «onderlinge duels» 19:30 uur (UTC+1) |               | 7' Jean-Paul Brigger |             | Sportplatz Rheinau, Balzers Toeschouwers: 4.500 Scheidsrechter: Jacob Baumann (SUI) |

|                                                                       |                                    |       |          |                                                                                              |
| 24 maart Vriendschappelijk № 424 «onderlinge duels» 20:30 uur (UTC+1) | Zwitserland                        | 2 – 1 | Portugal | Stadio di Cornaredo, Lugano Toeschouwers: 13.800 Scheidsrechter: Karl-Heinz Tritschler (FRG) |
| 24 maart Vriendschappelijk № 424 «onderlinge duels» 20:30 uur (UTC+1) | Gianpietro Zappa 43' Andy Egli 60' |       | 34' Nené | Stadio di Cornaredo, Lugano Toeschouwers: 13.800 Scheidsrechter: Karl-Heinz Tritschler (FRG) |

|                                                                       |                                             |       |             |                                                                                            |
| 28 april Vriendschappelijk № 425 «onderlinge duels» 20:30 uur (UTC+2) | Spanje                                      | 2 – 0 | Zwitserland | Estadio Luis Casanova, Valencia Toeschouwers: 18.000 Scheidsrechter: George Courtney (ENG) |
| 28 april Vriendschappelijk № 425 «onderlinge duels» 20:30 uur (UTC+2) | Miguel Tendillo 20' José Ramón Alexanco 42' |       |             | Estadio Luis Casanova, Valencia Toeschouwers: 18.000 Scheidsrechter: George Courtney (ENG) |

|                                                                     |                 |       |                    |                                                                                            |
| 19 mei Vriendschappelijk № 426 «onderlinge duels» 21:15 uur (UTC−3) | Brazilië        | 1 – 1 | Zwitserland        | Estádio José do Rego Maciel, Recife Toeschouwers: 59.732 Scheidsrechter: José Wright (BRA) |
| 19 mei Vriendschappelijk № 426 «onderlinge duels» 21:15 uur (UTC−3) | Zico 71' (pen.) |       | 38' Claudio Sulser | Estádio José do Rego Maciel, Recife Toeschouwers: 59.732 Scheidsrechter: José Wright (BRA) |

|                                                                     |                      |       |                     |                                                                                       |
| 28 mei Vriendschappelijk № 427 «onderlinge duels» 20:30 uur (UTC+2) | Zwitserland          | 1 – 1 | Italië              | Stade des Charmilles, Genève Toeschouwers: 27.100 Scheidsrechter: Adolf Mathias (AUT) |
| 28 mei Vriendschappelijk № 427 «onderlinge duels» 20:30 uur (UTC+2) | Umberto Barberis 50' |       | 79' Antonio Cabrini | Stade des Charmilles, Genève Toeschouwers: 27.100 Scheidsrechter: Adolf Mathias (AUT) |

|                                                                          |                                                             |       |                                           |                                                                                 |
| 7 september Vriendschappelijk № 428 «onderlinge duels» 20:15 uur (UTC+2) | Zwitserland                                                 | 3 – 2 | Bulgarije                                 | Espenmoos, Sankt Gallen Toeschouwers: 6.100 Scheidsrechter: Luigi Agnolin (ITA) |
| 7 september Vriendschappelijk № 428 «onderlinge duels» 20:15 uur (UTC+2) | Claudio Sulser 41' Ivan Iliev 59' (e.d.) Rudolf Elsener 70' |       | 48' Tsvetan Yonchev 73' Radoslav Zdravkov | Espenmoos, Sankt Gallen Toeschouwers: 6.100 Scheidsrechter: Luigi Agnolin (ITA) |

|                                                                           |                                                           |       |             |                                                                                 |
| 6 oktober EK 1984 kwalificatie № 429 «onderlinge duels» 20:00 uur (UTC+1) | België                                                    | 3 – 0 | Zwitserland | Heizelstadion, Brussel Toeschouwers: 16.808 Scheidsrechter: Paolo Bergamo (ITA) |
| 6 oktober EK 1984 kwalificatie № 429 «onderlinge duels» 20:00 uur (UTC+1) | Heinz Lüdi 2' (e.d.) Ludo Coeck 47' Erwin Vandenbergh 82' |       |             | Heizelstadion, Brussel Toeschouwers: 16.808 Scheidsrechter: Paolo Bergamo (ITA) |

|                                                                         |        |                    |             |                                                                                 |
| 27 oktober Vriendschappelijk № 430 «onderlinge duels» 20:30 uur (UTC+1) | Italië | 0 – 1              | Zwitserland | Stadio Olimpico, Rome Toeschouwers: 28.666 Scheidsrechter: Arnaldo Coelho (BRA) |
| 27 oktober Vriendschappelijk № 430 «onderlinge duels» 20:30 uur (UTC+1) |        | 53' Rudolf Elsener |             | Stadio Olimpico, Rome Toeschouwers: 28.666 Scheidsrechter: Arnaldo Coelho (BRA) |

|                                                                             |                                  |       |           |                                                                            |
| 17 november EK 1984 kwalificatie № 431 «onderlinge duels» 19:30 uur (UTC+1) | Zwitserland                      | 2 – 0 | Schotland | Wankdorf, Bern Toeschouwers: 26.500 Scheidsrechter: Vojtěch Christov (TCH) |
| 17 november EK 1984 kwalificatie № 431 «onderlinge duels» 19:30 uur (UTC+1) | Claudio Sulser 49' Andy Egli 61' |       |           | Wankdorf, Bern Toeschouwers: 26.500 Scheidsrechter: Vojtěch Christov (TCH) |

|                                                                         |                        |       |                                                    |                                                                                     |
| 1 december Vriendschappelijk № 432 «onderlinge duels» 16:00 uur (UTC+2) | Griekenland            | 1 – 3 | Zwitserland                                        | Olympisch Stadion, Athene Toeschouwers: 15.000 Scheidsrechter: Ahmed Yasharov (BUL) |
| 1 december Vriendschappelijk № 432 «onderlinge duels» 16:00 uur (UTC+2) | Nikos Anastopoulos 23' |       | 9' Andy Egli 61' Claudio Sulser 79' Claudio Sulser | Olympisch Stadion, Athene Toeschouwers: 15.000 Scheidsrechter: Ahmed Yasharov (BUL) |

### 1983
|                                                                      |                  |       |                    |                                                                                      |
| 9 maart Vriendschappelijk № 433 «onderlinge duels» 17:00 uur (UTC+2) | Bulgarije        | 1 – 1 | Zwitserland        | Joeri Gagarinstadion, Varna Toeschouwers: 12.000 Scheidsrechter: Yusuf Namoğlu (TUR) |
| 9 maart Vriendschappelijk № 433 «onderlinge duels» 17:00 uur (UTC+2) | Plamen Getov 84' |       | 63' Raimondo Ponte | Joeri Gagarinstadion, Varna Toeschouwers: 12.000 Scheidsrechter: Yusuf Namoğlu (TUR) |

|                                                                          |                                    |       |                                 |                                                                                 |
| 30 maart EK 1984 kwalificatie № 434 «onderlinge duels» 20:00 uur (UTC+1) | Schotland                          | 2 – 2 | Zwitserland                     | Hampden Park, Glasgow Toeschouwers: 36.923 Scheidsrechter: Charles Corver (NED) |
| 30 maart EK 1984 kwalificatie № 434 «onderlinge duels» 20:00 uur (UTC+1) | John Wark 70' Charles Nicholas 76' |       | 15' Andy Egli 58' Heinz Hermann | Hampden Park, Glasgow Toeschouwers: 36.923 Scheidsrechter: Charles Corver (NED) |

|                                                                       |             |                  |             |                                                                                    |
| 13 april Vriendschappelijk № 435 «onderlinge duels» 20:30 uur (UTC+2) | Zwitserland | 0 – 1            | Sovjet-Unie | Stade Olympique, Lausanne Toeschouwers: 18.000 Scheidsrechter: Gérard Biguet (FRA) |
| 13 april Vriendschappelijk № 435 «onderlinge duels» 20:30 uur (UTC+2) |             | 38' Oleh Blochin |             | Stade Olympique, Lausanne Toeschouwers: 18.000 Scheidsrechter: Gérard Biguet (FRA) |

|                                                                        |             |       |     |                                                                        |
| 14 mei EK 1984 kwalificatie № 436 «onderlinge duels» 20:00 uur (UTC+2) | Zwitserland | 0 – 0 | DDR | Wankdorf, Bern Toeschouwers: 40.000 Scheidsrechter: Ulf Eriksson (SWE) |
| 14 mei EK 1984 kwalificatie № 436 «onderlinge duels» 20:00 uur (UTC+2) |             |       |     | Wankdorf, Bern Toeschouwers: 40.000 Scheidsrechter: Ulf Eriksson (SWE) |

|                                                                      |                      |       |                         |                                                                           |
| 17 juni Vriendschappelijk № 437 «onderlinge duels» 20:00 uur (UTC+2) | Zwitserland          | 1 – 2 | Brazilië                | St. Jakob-Park, Bazel Toeschouwers: 60.000 Scheidsrechter: Alf Grey (ENG) |
| 17 juni Vriendschappelijk № 437 «onderlinge duels» 20:00 uur (UTC+2) | Andy Egli 33' (pen.) |       | 88' Sócrates 86' Careca | St. Jakob-Park, Bazel Toeschouwers: 60.000 Scheidsrechter: Alf Grey (ENG) |

|                                                                          |             |       |                   |                                                                                             |
| 7 september Vriendschappelijk № 438 «onderlinge duels» 20:15 uur (UTC+2) | Zwitserland | 0 – 0 | Tsjecho-Slowakije | Stade de la Maladière, Neuchâtel Toeschouwers: 8.200 Scheidsrechter: Aron Schmidhuber (FRG) |
| 7 september Vriendschappelijk № 438 «onderlinge duels» 20:15 uur (UTC+2) |             |       |                   | Stade de la Maladière, Neuchâtel Toeschouwers: 8.200 Scheidsrechter: Aron Schmidhuber (FRG) |

|                                                                            |                                                       |       |             | |
| 12 oktober EK 1984 kwalificatie № 439 «onderlinge duels» 17:00 uur (UTC+1) | DDR                                                   | 3 – 0 | Zwitserland | Friedrich-Ludwig-Jahn-Sportpark, Oost-Berlijn Toeschouwers: 12.000 Scheidsrechter: Keith Hackett (ENG) |
| 12 oktober EK 1984 kwalificatie № 439 «onderlinge duels» 17:00 uur (UTC+1) | Hans Richter 18' Rainer Ernst 37' Joachim Streich 37' |       |             | Friedrich-Ludwig-Jahn-Sportpark, Oost-Berlijn Toeschouwers: 12.000 Scheidsrechter: Keith Hackett (ENG) |

|                                                                         |                                       |       |             |                                                                             |
| 26 oktober Vriendschappelijk № 440 «onderlinge duels» 20:00 uur (UTC+1) | Zwitserland                           | 2 – 0 | Joegoslavië | St. Jakob-Park, Bazel Toeschouwers: 9.000 Scheidsrechter: Jean Koster (LUX) |
| 26 oktober Vriendschappelijk № 440 «onderlinge duels» 20:00 uur (UTC+1) | Beat Sutter 50' Jean-Paul Brigger 84' |       |             | St. Jakob-Park, Bazel Toeschouwers: 9.000 Scheidsrechter: Jean Koster (LUX) |

|                                                                            |                                                              |       |                       |                                                                       |
| 9 november EK 1984 kwalificatie № 441 «onderlinge duels» 20:00 uur (UTC+1) | Zwitserland                                                  | 3 – 1 | België                | Wankdorf, Bern Toeschouwers: 10.000 Scheidsrechter: Volker Roth (FRG) |
| 9 november EK 1984 kwalificatie № 441 «onderlinge duels» 20:00 uur (UTC+1) | Marco Schällibaum 24' Jean-Paul Brigger 76' Alain Geiger 82' |       | 64' Erwin Vandenbergh | Wankdorf, Bern Toeschouwers: 10.000 Scheidsrechter: Volker Roth (FRG) |

|                                                                          |                   |       |                                       |                                                                                         |
| 30 november Vriendschappelijk № 442 «onderlinge duels» 20:00 uur (UTC+1) | Algerije          | 1 – 2 | Zwitserland                           | Stade 5 Juillet 1962, Algiers Toeschouwers: 25.184 Scheidsrechter: Belaïd Lacarne (ALG) |
| 30 november Vriendschappelijk № 442 «onderlinge duels» 20:00 uur (UTC+1) | Ali Bencheikh 22' |       | 35' Laurent Jaccard 89' Heinz Hermann | Stade 5 Juillet 1962, Algiers Toeschouwers: 25.184 Scheidsrechter: Belaïd Lacarne (ALG) |

|                                                                       |                            |       |             |                                                                                           |
| 2 december Vriendschappelijk № 443 «onderlinge duels» 19:00 uur (UTC) | Ivoorkust                  | 1 – 0 | Zwitserland | Stade Félix Houphouët-Boigny, Abidjan Toeschouwers: 3.900 Scheidsrechter: Amuam Aka (CIV) |
| 2 december Vriendschappelijk № 443 «onderlinge duels» 19:00 uur (UTC) | François Zahoui 84' (pen.) |       |             | Stade Félix Houphouët-Boigny, Abidjan Toeschouwers: 3.900 Scheidsrechter: Amuam Aka (CIV) |

|                                                                         |          |       |                                   |                                                                               |
| 4 december Vriendschappelijk № 444 «onderlinge duels» 15:00 uur (UTC+2) | Zimbabwe | 3 – 2 | Zwitserland                       | Rufarostadion, Harare Toeschouwers: 8.000 Scheidsrechter: Felix Sanyika (ZIM) |
| 4 december Vriendschappelijk № 444 «onderlinge duels» 15:00 uur (UTC+2) | ?        |       | 2' Charly In-Albon 45' Heinz Lüdi | Rufarostadion, Harare Toeschouwers: 8.000 Scheidsrechter: Felix Sanyika (ZIM) |

|                                                                         |       |       |             |                                                                                         |
| 6 december Vriendschappelijk № 445 «onderlinge duels» 16:00 uur (UTC+3) | Kenia | 0 – 0 | Zwitserland | Mombasa Municipal Stadium, Mombassa Toeschouwers: 15.000 Scheidsrechter: Ali Said (KEN) |
| 6 december Vriendschappelijk № 445 «onderlinge duels» 16:00 uur (UTC+3) |       |       |             | Mombasa Municipal Stadium, Mombassa Toeschouwers: 15.000 Scheidsrechter: Ali Said (KEN) |

### 1984
|                                                                       |                   |       |                     |                                                                                  |
| 27 maart Vriendschappelijk № 446 «onderlinge duels» 20:00 uur (UTC+2) | Zwitserland       | 1 – 1 | Polen               | Hardturm, Zürich Toeschouwers: 12.000 Scheidsrechter: Jean-François Crucke (BEL) |
| 27 maart Vriendschappelijk № 446 «onderlinge duels» 20:00 uur (UTC+2) | Heinz Hermann 79' |       | 24' Zbigniew Boniek | Hardturm, Zürich Toeschouwers: 12.000 Scheidsrechter: Jean-François Crucke (BEL) |

|                                                                    |             |       |        |                                                                     |
| 2 mei Vriendschappelijk № 447 «onderlinge duels» 20:00 uur (UTC+2) | Zwitserland | 0 – 0 | Zweden | Wankdorf, Bern Toeschouwers: 8.500 Scheidsrechter: Zvi Sharir (ISR) |
| 2 mei Vriendschappelijk № 447 «onderlinge duels» 20:00 uur (UTC+2) |             |       |        | Wankdorf, Bern Toeschouwers: 8.500 Scheidsrechter: Zvi Sharir (ISR) |

|                                                                     |             |                                                                              |        |                                                                                       |
| 26 mei Vriendschappelijk № 448 «onderlinge duels» 20:30 uur (UTC+2) | Zwitserland | 0 – 4                                                                        | Spanje | Stade des Charmilles, Genève Toeschouwers: 18.000 Scheidsrechter: Luigi Agnolin (ITA) |
| 26 mei Vriendschappelijk № 448 «onderlinge duels» 20:30 uur (UTC+2) |             | 13' Santillana 25' Ricardo Gallego 34' Hipólito Rincón 63' Andoni Goikoetxea |        | Stade des Charmilles, Genève Toeschouwers: 18.000 Scheidsrechter: Luigi Agnolin (ITA) |

|                                                                          |                                                            |       |             |                                                                              |
| 22 augustus Vriendschappelijk № 449 «onderlinge duels» 19:00 uur (UTC+2) | Hongarije                                                  | 3 – 0 | Zwitserland | Népstadion, Boedapest Toeschouwers: 9.838 Scheidsrechter: Adolf Prokop (DDR) |
| 22 augustus Vriendschappelijk № 449 «onderlinge duels» 19:00 uur (UTC+2) | Márton Esterházy 71' Márton Esterházy 83' Béla Bodonyi 87' |       |             | Népstadion, Boedapest Toeschouwers: 9.838 Scheidsrechter: Adolf Prokop (DDR) |

|                                                                          |                                         |       |            |                                                                       |
| 1 september Vriendschappelijk № 450 «onderlinge duels» 20:00 uur (UTC+2) | Zwitserland                             | 0 – 2 | Argentinië | Wankdorf, Bern Toeschouwers: 6.145 Scheidsrechter: Patrick Daly (IRL) |
| 1 september Vriendschappelijk № 450 «onderlinge duels» 20:00 uur (UTC+2) | José Daniel Ponce 6' Oscar Dertycia 33' |       |            | Wankdorf, Bern Toeschouwers: 6.145 Scheidsrechter: Patrick Daly (IRL) |

|                                                                              |           |                     |             |                                                                                |
| 12 september WK 1986 kwalificatie № 451 «onderlinge duels» 19:00 uur (UTC+2) | Noorwegen | 0 – 1               | Zwitserland | Ullevaalstadion, Oslo Toeschouwers: 14.413 Scheidsrechter: Egon Šoštarić (YUG) |
| 12 september WK 1986 kwalificatie № 451 «onderlinge duels» 19:00 uur (UTC+2) |           | 3' (pen.) Andy Egli |             | Ullevaalstadion, Oslo Toeschouwers: 14.413 Scheidsrechter: Egon Šoštarić (YUG) |

|                                                                            |                      |       |            |                                                                        |
| 17 oktober WK 1986 kwalificatie № 452 «onderlinge duels» 20:00 uur (UTC+1) | Zwitserland          | 1 – 0 | Denemarken | Wankdorf, Bern Toeschouwers: 38.000 Scheidsrechter: Neil Midgley (ENG) |
| 17 oktober WK 1986 kwalificatie № 452 «onderlinge duels» 20:00 uur (UTC+1) | Umberto Barberis 42' |       |            | Wankdorf, Bern Toeschouwers: 38.000 Scheidsrechter: Neil Midgley (ENG) |

|                                                                         |                   |       |                    |                                                                                       |
| 3 november Vriendschappelijk № 453 «onderlinge duels» 19:30 uur (UTC+1) | Zwitserland       | 1 – 1 | Italië             | Stade Olympique, Lausanne Toeschouwers: 20.000 Scheidsrechter: Tony Evangelista (CAN) |
| 3 november Vriendschappelijk № 453 «onderlinge duels» 19:30 uur (UTC+1) | Georges Bregy 43' |       | 7' Antonio Cabrini | Stade Olympique, Lausanne Toeschouwers: 20.000 Scheidsrechter: Tony Evangelista (CAN) |

### 1985
|                                                                         |                                         |       |                                         |                                                                                          |
| 1 februari Vriendschappelijk № 454 «onderlinge duels» 20:45 uur (UTC−5) | Colombia                                | 2 – 2 | Zwitserland                             | Estadio El Campín, Bogota Toeschouwers: 30.000 Scheidsrechter: Jesús Díaz Palacios (COL) |
| 1 februari Vriendschappelijk № 454 «onderlinge duels» 20:45 uur (UTC−5) | Alex Valderrama 47' Pedro Sarmiento 78' |       | 30' Heinz Hermann 56' Marco Schällibaum | Estadio El Campín, Bogota Toeschouwers: 30.000 Scheidsrechter: Jesús Díaz Palacios (COL) |

|                                                                                                   |                              |       |             |                                                                                               |
| 5 februari Vriendschappelijk Querétaro Tournament 1985 № 455 «onderlinge duels» 14:00 uur (UTC−6) | Bulgarije                    | 1 – 0 | Zwitserland | Estadio Corregidora, Querétaro Toeschouwers: 38.576 Scheidsrechter: Joaquín Urrea Reyes (MEX) |
| 5 februari Vriendschappelijk Querétaro Tournament 1985 № 455 «onderlinge duels» 14:00 uur (UTC−6) | Radoslav Zdravkov 16' (pen.) |       |             | Estadio Corregidora, Querétaro Toeschouwers: 38.576 Scheidsrechter: Joaquín Urrea Reyes (MEX) |

|                                                                                 |                    |       |                                           |                                                                                           |
| 6 februari Vriendschappelijk Querétaro Tournament 1985 № 456 «onderlinge duels» | Mexico             | 1 – 2 | Zwitserland                               | Estadio Corregidora, Querétaro Toeschouwers: 40.000 Scheidsrechter: Enrique Mendoza (MEX) |
| 6 februari Vriendschappelijk Querétaro Tournament 1985 № 456 «onderlinge duels» | Gonzalo Farfán 62' |       | 26' Alain Geiger 61' (pen.) Georges Bregy | Estadio Corregidora, Querétaro Toeschouwers: 40.000 Scheidsrechter: Enrique Mendoza (MEX) |

|                                                                         |                        |       |                   |                                                                               |
| 8 februari Vriendschappelijk № 457 «onderlinge duels» 20:00 uur (UTC−5) | Verenigde Staten       | 1 – 1 | Zwitserland       | Tampa Stadium, Tampa Toeschouwers: 3.000 Scheidsrechter: Marco Dorantes (MEX) |
| 8 februari Vriendschappelijk № 457 «onderlinge duels» 20:00 uur (UTC−5) | Perry van der Beck 53' |       | 11' Heinz Hermann | Tampa Stadium, Tampa Toeschouwers: 3.000 Scheidsrechter: Marco Dorantes (MEX) |

|                                                                       |                                       |       |                   |                                                                                   |
| 27 maart Vriendschappelijk № 458 «onderlinge duels» 20:00 uur (UTC+1) | Zwitserland                           | 2 – 0 | Tsjecho-Slowakije | Stade de Tourbillon, Sion Toeschouwers: 6.557 Scheidsrechter: Claudio Pieri (ITA) |
| 27 maart Vriendschappelijk № 458 «onderlinge duels» 20:00 uur (UTC+1) | Claudio Sulser 16' Claudio Sulser 19' |       |                   | Stade de Tourbillon, Sion Toeschouwers: 6.557 Scheidsrechter: Claudio Pieri (ITA) |

|                                                                          |                                        |       |                                           |                                                                         |
| 17 april WK 1986 kwalificatie № 459 «onderlinge duels» 20:00 uur (UTC+2) | Zwitserland                            | 2 – 2 | Sovjet-Unie                               | Wankdorf, Bern Toeschouwers: 51.000 Scheidsrechter: Bob Valentine (SCO) |
| 17 april WK 1986 kwalificatie № 459 «onderlinge duels» 20:00 uur (UTC+2) | Georges Bregy 43' (pen.) Andy Egli 90' |       | 36' Joeri Gavrilov 80' Anatoli Demjanenko | Wankdorf, Bern Toeschouwers: 51.000 Scheidsrechter: Bob Valentine (SCO) |

|                                                                       |                                                                                   |       |             |                                                                                  |
| 2 mei WK 1986 kwalificatie № 460 «onderlinge duels» 17:00 uur (UTC+4) | Sovjet-Unie                                                                       | 4 – 0 | Zwitserland | Lenin Stadion, Moskou Toeschouwers: 95.000 Scheidsrechter: Roger Schoeters (BEL) |
| 2 mei WK 1986 kwalificatie № 460 «onderlinge duels» 17:00 uur (UTC+4) | Oleh Protasov 18' Oleh Protasov 39' Georgiy Kondratyev 44' Georgiy Kondratyev 45' |       |             | Lenin Stadion, Moskou Toeschouwers: 95.000 Scheidsrechter: Roger Schoeters (BEL) |

|                                                                        |                                                       |       |             |                                                                                 |
| 2 juni WK 1986 kwalificatie № 461 «onderlinge duels» 15:00 uur (UTC+1) | Ierland                                               | 3 – 0 | Zwitserland | Lansdowne Road, Dublin Toeschouwers: 17.300 Scheidsrechter: Paolo Bergamo (ITA) |
| 2 juni WK 1986 kwalificatie № 461 «onderlinge duels» 15:00 uur (UTC+1) | Frank Stapleton 7' Tony Grealish 33' Kevin Sheedy 57' |       |             | Lansdowne Road, Dublin Toeschouwers: 17.300 Scheidsrechter: Paolo Bergamo (ITA) |

|                                                                          |             |       |         |                                                                                   |
| 28 augustus Vriendschappelijk № 462 «onderlinge duels» 20:00 uur (UTC+2) | Zwitserland | 0 – 0 | Turkije | Espenmoos, Sankt Gallen Toeschouwers: 8.000 Scheidsrechter: Horst Brummeier (AUT) |
| 28 augustus Vriendschappelijk № 462 «onderlinge duels» 20:00 uur (UTC+2) |             |       |         | Espenmoos, Sankt Gallen Toeschouwers: 8.000 Scheidsrechter: Horst Brummeier (AUT) |

|                                                                              |             |       |         |                                                                          |
| 11 september WK 1986 kwalificatie № 463 «onderlinge duels» 20:00 uur (UTC+2) | Zwitserland | 0 – 0 | Ierland | Wankdorf, Bern Toeschouwers: 24.000 Scheidsrechter: Emilio Soriano (ESP) |
| 11 september WK 1986 kwalificatie № 463 «onderlinge duels» 20:00 uur (UTC+2) |             |       |         | Wankdorf, Bern Toeschouwers: 24.000 Scheidsrechter: Emilio Soriano (ESP) |

|                                                                           |            |       |             |                                                                                  |
| 9 oktober WK 1986 kwalificatie № 464 «onderlinge duels» 19:00 uur (UTC+1) | Denemarken | 0 – 0 | Zwitserland | Idrætsparken, Kopenhagen Toeschouwers: 45.600 Scheidsrechter: Joël Quiniou (FRA) |
| 9 oktober WK 1986 kwalificatie № 464 «onderlinge duels» 19:00 uur (UTC+1) |            |       |             | Idrætsparken, Kopenhagen Toeschouwers: 45.600 Scheidsrechter: Joël Quiniou (FRA) |

|                                                                             |                       |       |                |                                                                                     |
| 13 november WK 1986 kwalificatie № 465 «onderlinge duels» 20:00 uur (UTC+1) | Zwitserland           | 1 – 1 | Noorwegen      | Stadion Allmend, Luzern Toeschouwers: 4.500 Scheidsrechter: Itzhak Ben Itzhak (ISR) |
| 13 november WK 1986 kwalificatie № 465 «onderlinge duels» 20:00 uur (UTC+1) | Christian Matthey 53' |       | 39' Tom Sundby | Stadion Allmend, Luzern Toeschouwers: 4.500 Scheidsrechter: Itzhak Ben Itzhak (ISR) |

### 1986
|                                                                       |                    |       |             |                                                                              |
| 12 maart Vriendschappelijk № 466 «onderlinge duels» 15:00 uur (UTC+2) | Turkije            | 1 – 0 | Zwitserland | 5 Ocak Stadı, Adana Toeschouwers: 17.500 Scheidsrechter: Beriša Šinasi (YUG) |
| 12 maart Vriendschappelijk № 466 «onderlinge duels» 15:00 uur (UTC+2) | Yusuf Altıntaş 23' |       |             | 5 Ocak Stadı, Adana Toeschouwers: 17.500 Scheidsrechter: Beriša Šinasi (YUG) |

|                                                                      |             |                   |                |                                                                               |
| 9 april Vriendschappelijk № 467 «onderlinge duels» 20:00 uur (UTC+2) | Zwitserland | 0 – 1             | West-Duitsland | St. Jakob-Park, Bazel Toeschouwers: 25.000 Scheidsrechter: Joël Quiniou (FRA) |
| 9 april Vriendschappelijk № 467 «onderlinge duels» 20:00 uur (UTC+2) |             | 34' Dieter Hoeneß |                | St. Jakob-Park, Bazel Toeschouwers: 25.000 Scheidsrechter: Joël Quiniou (FRA) |

|                                                                    |                                    |       |          |                                                                                        |
| 6 mei Vriendschappelijk № 468 «onderlinge duels» 19:30 uur (UTC+2) | Zwitserland                        | 2 – 0 | Algerije | Stade des Charmilles, Genève Toeschouwers: 6.200 Scheidsrechter: Roger Schoeters (BEL) |
| 6 mei Vriendschappelijk № 468 «onderlinge duels» 19:30 uur (UTC+2) | Heinz Hermann 8' Heinz Hermann 14' |       |          | Stade des Charmilles, Genève Toeschouwers: 6.200 Scheidsrechter: Roger Schoeters (BEL) |

|                                                                          |                                   |       |           |                                                                                            |
| 19 augustus Vriendschappelijk № 469 «onderlinge duels» 20:00 uur (UTC+2) | Zwitserland                       | 2 – 0 | Frankrijk | Stade Olympique, Lausanne Toeschouwers: 22.000 Scheidsrechter: Karl-Heinz Tritschler (FRG) |
| 19 augustus Vriendschappelijk № 469 «onderlinge duels» 20:00 uur (UTC+2) | Heinz Hermann 72' Beat Sutter 75' |       |           | Stade Olympique, Lausanne Toeschouwers: 22.000 Scheidsrechter: Karl-Heinz Tritschler (FRG) |

|                                                                          |                 |       |                   |                                                                                         |
| 27 augustus Vriendschappelijk № 470 «onderlinge duels» 19:30 uur (UTC+2) | Oostenrijk      | 1 – 1 | Zwitserland       | Tivoli Stadion, Innsbruck Toeschouwers: 8.030 Scheidsrechter: Alphonse Constantin (BEL) |
| 27 augustus Vriendschappelijk № 470 «onderlinge duels» 19:30 uur (UTC+2) | Toni Polster 8' |       | 50' Thomas Bickel | Tivoli Stadion, Innsbruck Toeschouwers: 8.030 Scheidsrechter: Alphonse Constantin (BEL) |

|                                                                         |                                     |       |             |                                                                                           |
| 24 september EK-kwalificatie № 471 «onderlinge duels» 19:00 uur (UTC+2) | Zweden                              | 2 – 0 | Zwitserland | Råsunda Fotbollstadion, Solna Toeschouwers: 26.489 Scheidsrechter: Vojtech Christov (CZE) |
| 24 september EK-kwalificatie № 471 «onderlinge duels» 19:00 uur (UTC+2) | Johny Ekström 19' Johny Ekström 79' |       |             | Råsunda Fotbollstadion, Solna Toeschouwers: 26.489 Scheidsrechter: Vojtech Christov (CZE) |

|                                                                            |                  |       |                      |                                                                              |
| 29 oktober EK 1988 kwalificatie № 472 «onderlinge duels» 20:00 uur (UTC+2) | Zwitserland      | 1 – 1 | Portugal             | Wankdorf, Bern Toeschouwers: 11.000 Scheidsrechter: Siegfried Kirschen (GDR) |
| 29 oktober EK 1988 kwalificatie № 472 «onderlinge duels» 20:00 uur (UTC+2) | Georges Bregy 6' |       | 86' Manuel Fernandes | Wankdorf, Bern Toeschouwers: 11.000 Scheidsrechter: Siegfried Kirschen (GDR) |

|                                                                             |                                                                              |       |                                        |                                                                                            |
| 15 november EK 1988 kwalificatie № 473 «onderlinge duels» 14:30 uur (UTC+1) | Italië                                                                       | 3 – 2 | Zwitserland                            | Stadio Giuseppe Meazza, Milaan Toeschouwers: 67.422 Scheidsrechter: Aron Schmidhuber (FRG) |
| 15 november EK 1988 kwalificatie № 473 «onderlinge duels» 14:30 uur (UTC+1) | Roberto Donadoni 1' Alessandro Altobelli 51' Alessandro Altobelli 85' (pen.) |       | 37' Jean-Paul Brigger 89' Martin Weber | Stadio Giuseppe Meazza, Milaan Toeschouwers: 67.422 Scheidsrechter: Aron Schmidhuber (FRG) |

### 1987
|                                                                       |                   |       |                                 |                                                                                     |
| 25 maart Vriendschappelijk № 474 «onderlinge duels» 20:00 uur (UTC+1) | Zwitserland       | 1 – 2 | Tsjecho-Slowakije               | Stadio Comunale, Bellinzona Toeschouwers: 5.300 Scheidsrechter: Paolo Casarin (ITA) |
| 25 maart Vriendschappelijk № 474 «onderlinge duels» 20:00 uur (UTC+1) | Heinz Hermann 11' |       | 75' Luboš Kubík 80' Luboš Kubík | Stadio Comunale, Bellinzona Toeschouwers: 5.300 Scheidsrechter: Paolo Casarin (ITA) |

|                                                                          |                                                 |       |                     |                                                                                           |
| 15 april EK 1988 kwalificatie № 475 «onderlinge duels» 20:00 uur (UTC+2) | Zwitserland                                     | 4 – 1 | Malta               | Stade de la Maladière, Neuchâtel Toeschouwers: 5.400 Scheidsrechter: Roger Philippi (LUX) |
| 15 april EK 1988 kwalificatie № 475 «onderlinge duels» 20:00 uur (UTC+2) | Andy Egli 5' Georges Bregy 16', 38' (pen.), 87' |       | 71' Carmel Busuttil | Stade de la Maladière, Neuchâtel Toeschouwers: 5.400 Scheidsrechter: Roger Philippi (LUX) |

|                                                                     |                       |       |        |                                                                                          |
| 19 mei Vriendschappelijk № 476 «onderlinge duels» 20:00 uur (UTC+2) | Zwitserland           | 1 – 0 | Israël | Stadion Brügglifeld, Aarau Toeschouwers: 3.500 Scheidsrechter: Alphonse Constantin (BEL) |
| 19 mei Vriendschappelijk № 476 «onderlinge duels» 20:00 uur (UTC+2) | Christophe Bonvin 66' |       |        | Stadion Brügglifeld, Aarau Toeschouwers: 3.500 Scheidsrechter: Alphonse Constantin (BEL) |

|                                                                         |                  |       |                   |                                                                                   |
| 17 juni EK 1988 kwalificatie № 477 «onderlinge duels» 20:00 uur (UTC+2) | Zwitserland      | 1 – 1 | Zweden            | Stade Olympique, Lausanne Toeschouwers: 7.000 Scheidsrechter: Gerard Geurds (NED) |
| 17 juni EK 1988 kwalificatie № 477 «onderlinge duels» 20:00 uur (UTC+2) | André Halter 58' |       | 60' Johny Ekström | Stade Olympique, Lausanne Toeschouwers: 7.000 Scheidsrechter: Gerard Geurds (NED) |

|                                                                          |                                       |       |                                    |                                                                                    |
| 18 augustus Vriendschappelijk № 478 «onderlinge duels» 20:00 uur (UTC+2) | Zwitserland                           | 2 – 2 | Oostenrijk                         | Espenmoos, Sankt Gallen Toeschouwers: 9.000 Scheidsrechter: Aron Schmidhuber (FRG) |
| 18 augustus Vriendschappelijk № 478 «onderlinge duels» 20:00 uur (UTC+2) | Christophe Bonvin 28' Beat Sutter 34' |       | 17' Andreas Ogris 54' Manfred Zsak | Espenmoos, Sankt Gallen Toeschouwers: 9.000 Scheidsrechter: Aron Schmidhuber (FRG) |

|                                                                            |             |       |        |                                                                                 |
| 17 oktober EK 1988 kwalificatie № 479 «onderlinge duels» 17:00 uur (UTC+1) | Zwitserland | 0 – 0 | Italië | Wankdorf, Bern Toeschouwers: 29.397 Scheidsrechter: Marcel Van Langenhove (BEL) |
| 17 oktober EK 1988 kwalificatie № 479 «onderlinge duels» 17:00 uur (UTC+1) |             |       |        | Wankdorf, Bern Toeschouwers: 29.397 Scheidsrechter: Marcel Van Langenhove (BEL) |

|                                                                           |          |       |             |                                                                                 |
| 11 november EK 1988 kwalificatie № 480 «onderlinge duels» 21:00 uur (UTC) | Portugal | 0 – 0 | Zwitserland | Estádio das Antas, Porto Toeschouwers: 3.632 Scheidsrechter: Lajos Németh (HUN) |
| 11 november EK 1988 kwalificatie № 480 «onderlinge duels» 21:00 uur (UTC) |          |       |             | Estádio das Antas, Porto Toeschouwers: 3.632 Scheidsrechter: Lajos Németh (HUN) |

|                                                                             |                     |       |                       |                                                                                         |
| 15 november EK 1988 kwalificatie № 481 «onderlinge duels» 14:30 uur (UTC+1) | Malta               | 1 – 1 | Zwitserland           | Ta' Qalistadion, Ta' Qali Toeschouwers: 7.112 Scheidsrechter: Georges Koukoulakis (GRE) |
| 15 november EK 1988 kwalificatie № 481 «onderlinge duels» 14:30 uur (UTC+1) | Carmel Busuttil 89' |       | 3' Hans-Peter Zwicker | Ta' Qalistadion, Ta' Qali Toeschouwers: 7.112 Scheidsrechter: Georges Koukoulakis (GRE) |

|                                                                          |        |                                       |             |                                                                                        |
| 16 december Vriendschappelijk № 482 «onderlinge duels» 20:00 uur (UTC+2) | Israël | 0 – 2                                 | Zwitserland | Ramat Ganstadion, Ramat Gan Toeschouwers: 4.442 Scheidsrechter: Rosario Lo Bello (ITA) |
| 16 december Vriendschappelijk № 482 «onderlinge duels» 20:00 uur (UTC+2) |        | 37' Beat Sutter 61' Christophe Bonvin |             | Ramat Ganstadion, Ramat Gan Toeschouwers: 4.442 Scheidsrechter: Rosario Lo Bello (ITA) |

### 1988
|                                                                                           |                                     |       |                 |                                                                                      |
| 2 februari Vriendschappelijk Tournoi de France № 483 «onderlinge duels» 20:30 uur (UTC+1) | Frankrijk                           | 2 – 1 | Zwitserland     | Stade de Toulouse, Toulouse Toeschouwers: 10.348 Scheidsrechter: Gérard Biguet (FRA) |
| 2 februari Vriendschappelijk Tournoi de France № 483 «onderlinge duels» 20:30 uur (UTC+1) | Gérald Passi 7' Philippe Fargeon 9' |       | 19' Beat Sutter | Stade de Toulouse, Toulouse Toeschouwers: 10.348 Scheidsrechter: Gérard Biguet (FRA) |

|                                                                                           |                         |       |                                   |                                                                                |
| 5 februari Vriendschappelijk Tournoi de France № 484 «onderlinge duels» 18:30 uur (UTC+1) | Oostenrijk              | 1 – 2 | Zwitserland                       | Stade Louis II, Monaco Toeschouwers: 3.000 Scheidsrechter: Michel Girard (FRA) |
| 5 februari Vriendschappelijk Tournoi de France № 484 «onderlinge duels» 18:30 uur (UTC+1) | Alain Geiger 48' (e.d.) |       | 26' Marcel Koller 66' Beat Sutter | Stade Louis II, Monaco Toeschouwers: 3.000 Scheidsrechter: Michel Girard (FRA) |

|                                                                       |                      |       |             |                                                                                                   |
| 27 april Vriendschappelijk № 485 «onderlinge duels» 20:15 uur (UTC+2) | West-Duitsland       | 1 – 0 | Zwitserland | Fritz-Walter-Stadion, Kaiserslautern Toeschouwers: 30.150 Scheidsrechter: John Blankenstein (NED) |
| 27 april Vriendschappelijk № 485 «onderlinge duels» 20:15 uur (UTC+2) | Jürgen Klinsmann 58' |       |             | Fritz-Walter-Stadion, Kaiserslautern Toeschouwers: 30.150 Scheidsrechter: John Blankenstein (NED) |

|                                                                     |             |                  |          |                                                                                    |
| 28 mei Vriendschappelijk № 486 «onderlinge duels» 17:15 uur (UTC+2) | Zwitserland | 0 – 1            | Engeland | Stade Olympique, Lausanne Toeschouwers: 10.000 Scheidsrechter: Luigi Agnolin (ITA) |
| 28 mei Vriendschappelijk № 486 «onderlinge duels» 17:15 uur (UTC+2) |             | 60' Gary Lineker |          | Stade Olympique, Lausanne Toeschouwers: 10.000 Scheidsrechter: Luigi Agnolin (ITA) |

|                                                                     |                 |       |                    |                                                                                |
| 5 juni Vriendschappelijk № 487 «onderlinge duels» 17:00 uur (UTC+2) | Zwitserland     | 1 – 1 | Spanje             | St. Jakob-Park, Bazel Toeschouwers: 14.000 Scheidsrechter: Michel Girard (FRA) |
| 5 juni Vriendschappelijk № 487 «onderlinge duels» 17:00 uur (UTC+2) | Beat Sutter 63' |       | 44' Genar Andrinúa | St. Jakob-Park, Bazel Toeschouwers: 14.000 Scheidsrechter: Michel Girard (FRA) |

|                                                                          |             |                                            |             |                                                                                       |
| 24 augustus Vriendschappelijk № 488 «onderlinge duels» 20:15 uur (UTC+2) | Zwitserland | 0 – 2                                      | Joegoslavië | Stadion Allmend, Luzern Toeschouwers: 6.700 Scheidsrechter: Jean-Marie Lartigot (FRA) |
| 24 augustus Vriendschappelijk № 488 «onderlinge duels» 20:15 uur (UTC+2) |             | 65' Radmilo Mihajlović 82' Vladislav Đukić |             | Stadion Allmend, Luzern Toeschouwers: 6.700 Scheidsrechter: Jean-Marie Lartigot (FRA) |

|                                                                              |                    |       |                                                                                      |                                                                                         |
| 21 september WK 1990 kwalificatie № 489 «onderlinge duels» 18:30 uur (UTC+2) | Luxemburg          | 1 – 4 | Zwitserland                                                                          | Stade Municipal, Luxemburg Toeschouwers: 2.100 Scheidsrechter: Ignace van Swieten (NED) |
| 21 september WK 1990 kwalificatie № 489 «onderlinge duels» 18:30 uur (UTC+2) | Robert Langers 80' |       | 1' Alain Sutter 21' (pen.) Kubilay Türkyilmaz 28' Beat Sutter 53' Kubilay Türkyilmaz | Stade Municipal, Luxemburg Toeschouwers: 2.100 Scheidsrechter: Ignace van Swieten (NED) |

|                                                                            |                      |       |             |                                                                              |
| 19 oktober WK 1990 kwalificatie № 490 «onderlinge duels» 20:00 uur (UTC+1) | België               | 1 – 0 | Zwitserland | Heizelstadion, Brussel Toeschouwers: 14.450 Scheidsrechter: David Syme (SCO) |
| 19 oktober WK 1990 kwalificatie № 490 «onderlinge duels» 20:00 uur (UTC+1) | Patrick Vervoort 29' |       |             | Heizelstadion, Brussel Toeschouwers: 14.450 Scheidsrechter: David Syme (SCO) |

|                                                                          |        |       |                                        |                                                                             |
| 14 december Vriendschappelijk № 491 «onderlinge duels» 14:45 uur (UTC+2) | Egypte | 1 – 3 | Zwitserland                            | Cairostadion, Caïro Toeschouwers: 8.500 Scheidsrechter: Hossam El Din (EGY) |
| 14 december Vriendschappelijk № 491 «onderlinge duels» 14:45 uur (UTC+2) | ?      |       | 35', 47' Dario Zuffi 68' Heinz Hermann | Cairostadion, Caïro Toeschouwers: 8.500 Scheidsrechter: Hossam El Din (EGY) |

### 1989
|                                                                      |                                                     |       |             |                                                                              |
| 4 april Vriendschappelijk № 492 «onderlinge duels» 17:30 uur (UTC+2) | Hongarije                                           | 3 – 0 | Zwitserland | Népstadion, Boedapest Toeschouwers: 7.000 Scheidsrechter: Branko Bujić (YUG) |
| 4 april Vriendschappelijk № 492 «onderlinge duels» 17:30 uur (UTC+2) | Lajos Détári 22' Ervin Kovács 36' Zoltán Bognár 74' |       |             | Népstadion, Boedapest Toeschouwers: 7.000 Scheidsrechter: Branko Bujić (YUG) |

|                                                                          |                                               |       |                 |                                                                                |
| 26 april WK 1990 kwalificatie № 493 «onderlinge duels» 21:30 uur (UTC+1) | Portugal                                      | 3 – 1 | Zwitserland     | Estádio da Luz, Lissabon Toeschouwers: 18.460 Scheidsrechter: Allan Gunn (ENG) |
| 26 april WK 1990 kwalificatie № 493 «onderlinge duels» 21:30 uur (UTC+1) | João Pinto 48' Frederico Rosa 56' Paneira 69' |       | 63' Dario Zuffi | Estádio da Luz, Lissabon Toeschouwers: 18.460 Scheidsrechter: Allan Gunn (ENG) |

|                                                                        |             |                    |                   |                                                                       |
| 7 juni WK 1990 kwalificatie № 494 «onderlinge duels» 20:15 uur (UTC+2) | Zwitserland | 0 – 1              | Tsjecho-Slowakije | Wankdorf, Bern Toeschouwers: 30.030 Scheidsrechter: Helmut Kohl (AUT) |
| 7 juni WK 1990 kwalificatie № 494 «onderlinge duels» 20:15 uur (UTC+2) |             | 22' Tomáš Skuhravý |                   | Wankdorf, Bern Toeschouwers: 30.030 Scheidsrechter: Helmut Kohl (AUT) |

|                                                                      |                               |       |          |                                                                                    |
| 21 juni Vriendschappelijk № 495 «onderlinge duels» 20:30 uur (UTC+2) | Zwitserland                   | 1 – 0 | Brazilië | St. Jakob-Park, Bazel Toeschouwers: 13.000 Scheidsrechter: John Blankenstein (NED) |
| 21 juni Vriendschappelijk № 495 «onderlinge duels» 20:30 uur (UTC+2) | Kubilay Türkyilmaz 50' (pen.) |       |          | St. Jakob-Park, Bazel Toeschouwers: 13.000 Scheidsrechter: John Blankenstein (NED) |

|                                                                              |                        |       |                                      |                                                                                                 |
| 20 september WK 1990 kwalificatie № 496 «onderlinge duels» 20:15 uur (UTC+2) | Zwitserland            | 1 – 2 | Portugal                             | Stade de la Maladière, Neuchâtel Toeschouwers: 18.400 Scheidsrechter: Giorgos Koukoulakis (GRE) |
| 20 september WK 1990 kwalificatie № 496 «onderlinge duels» 20:15 uur (UTC+2) | Kubilay Türkyilmaz 29' |       | 74' (pen.) Paulo Futre 77' Rui Águas | Stade de la Maladière, Neuchâtel Toeschouwers: 18.400 Scheidsrechter: Giorgos Koukoulakis (GRE) |

|                                                                            |                                        |       |                                          |                                                                                |
| 11 oktober WK 1990 kwalificatie № 497 «onderlinge duels» 20:15 uur (UTC+1) | Zwitserland                            | 2 – 2 | België                                   | St. Jakob-Park, Bazel Toeschouwers: 5.000 Scheidsrechter: Lajos Hartmann (HUN) |
| 11 oktober WK 1990 kwalificatie № 497 «onderlinge duels» 20:15 uur (UTC+1) | Adrian Knup 51' Kubilay Türkyilmaz 60' |       | 57' Marc Degryse 72' (e.d.) Alain Geiger | St. Jakob-Park, Bazel Toeschouwers: 5.000 Scheidsrechter: Lajos Hartmann (HUN) |

|                                                                            |                                                          |       |             |                                                                                    |
| 25 oktober WK 1990 kwalificatie № 498 «onderlinge duels» 17:00 uur (UTC+1) | Tsjecho-Slowakije                                        | 3 – 0 | Zwitserland | Stadion Sparty na Letné, Praag Toeschouwers: 33.753 Scheidsrechter: Eero Aho (FIN) |
| 25 oktober WK 1990 kwalificatie № 498 «onderlinge duels» 17:00 uur (UTC+1) | Tomáš Skuhravý 17' Michal Bílek 87' Ľubomír Moravčík 88' |       |             | Stadion Sparty na Letné, Praag Toeschouwers: 33.753 Scheidsrechter: Eero Aho (FIN) |

|                                                                             |                                              |       |                 |                                                                              |
| 15 november WK 1990 kwalificatie № 499 «onderlinge duels» 19:30 uur (UTC+1) | Zwitserland                                  | 2 – 1 | Luxemburg       | Espenmoos, Sankt Gallen Toeschouwers: 2.500 Scheidsrechter: Ben Itzhak (ISR) |
| 15 november WK 1990 kwalificatie № 499 «onderlinge duels» 19:30 uur (UTC+1) | Christophe Bonvin 54' Kubilay Türkyilmaz 62' |       | 14' Théo Malget | Espenmoos, Sankt Gallen Toeschouwers: 2.500 Scheidsrechter: Ben Itzhak (ISR) |

|                                                                        |                              |       |                 | |
| 13 december Vriendschappelijk № 500 «onderlinge duels» 19:00 uur (UTC) | Spanje                       | 2 – 1 | Zwitserland     | Estadio Heliodoro Rodríguez López, Santa Cruz de Tenerife Toeschouwers: 22.000 Scheidsrechter: Rosario Lo Bello (ITA) |
| 13 december Vriendschappelijk № 500 «onderlinge duels» 19:00 uur (UTC) | Míchel 42' (pen.) Felipe 61' |       | 47' Adrian Knup | Estadio Heliodoro Rodríguez López, Santa Cruz de Tenerife Toeschouwers: 22.000 Scheidsrechter: Rosario Lo Bello (ITA) |

SFV · A-internationals · Selecties · Bondscoaches · Zwitsers vrouwenelftal · Olympisch elftal · Zwitserland U21 · Zwitserland U19 · Zwitserland U18 · Zwitserland U17 · Zwitserland U16 · Vrouwen U17
1905 – 1919 · 
1920 – 1929 · 
1930 – 1939 · 
1940 – 1949 · 
1950 – 1959 · 
1960 – 1969 · 
1970 – 1979 · 
1980 – 1989 · 
1990 – 1999 · 
2000 – 2009 · 
2010 – 2019 · 
2020 – 2029
EK's: 1996 · 
2004 · 
2008 · 
2016 · 
2020 · 
2024
WK's: 1934 · 
1938 · 
1950 · 
1954 · 
1962 · 
1966 · 
1994 · 
2006 · 
2010 · 
2014 · 
2018 · 
2022
OS: 1924 · 
1928 · 
2012
1905 · 
1906 · 1907 · 
1908 · 
1909 · 
1910 · 
1911 · 
1912 · 
1913 · 
1914 · 
1915 · 
1916 · 
1917 · 
1918 · 
1919 · 
1920 · 
1921 · 
1922 · 
1923 · 
1924 · 
1925 · 
1926 · 
1927 · 
1928 · 
1929 · 
1930 · 
1931 · 
1932 · 
1933 · 
1934 · 
1935 · 
1936 · 
1937 · 
1938 · 
1939 · 
1940 · 
1941 · 
1942 · 
1943 · 
1944 · 
1945 · 
1946 · 
1947 · 
1948 · 
1949 · 
1950 · 
1952 ·
1952 · 
1953 · 
1954 · 
1955 · 
1956 · 
1957 · 
1958 · 
1959 · 
1960 · 
1961 · 
1962 · 
1963 · 
1964 · 
1965 · 
1966 · 
1967 · 
1968 · 
1969 · 
1970 · 
1971 · 
1972 · 
1973 · 
1974 · 
1975 · 
1976 · 
1977 ·
1978 · 
1979 · 
1980 · 
1981 · 
1982 · 
1983 · 
1984 · 
1985 · 
1986 · 
1987 · 
1988 · 
1989 · 
1990 ·
1991 · 
1992 · 
1993 · 
1994 ·
1995 · 
1996 · 
1997 · 
1998 · 
1999 · 
2000 · 
2001 · 
2002 · 
2003 · 
2004 · 
2005 · 
2006 · 
2007 · 
2008 · 
2009 · 
2010 · 
2011 · 
2012 · 
2013 ·
2014 ·
2015 ·
2016 ·
2017 ·
2018 ·
2019 ·
2020 ·
2021 ·
2022
Albanië ·
Algerije · 
Andorra · 
Argentinië ·
Australië ·
Azerbeidzjan ·
België ·
Bolivia ·
Bosnië en Herzegovina ·
Brazilië ·
Bulgarije ·
Canada ·
Chili ·
China ·
Colombia ·
Costa Rica ·
Cyprus ·
Denemarken ·
DDR ·
Duitsland ·
Ecuador ·
Egypte ·
Engeland · 
Estland ·
Faeröer ·
Finland ·
Frankrijk ·
Georgië ·
Ghana ·
Gibraltar ·
Griekenland ·
Honduras ·
Hongarije ·
Hongkong ·
Ierland ·
IJsland ·
Israël ·
Italië ·
Ivoorkust ·
Jamaica ·
Japan ·
Joegoslavië ·
Kameroen ·
Kenia ·
Kosovo ·
Kroatië ·
Letland ·
Liechtenstein ·
Litouwen ·
Luxemburg ·
Malta ·
Marokko ·
Mexico ·
Moldavië ·
Montenegro ·
Nederland ·
Nigeria ·
Noord-Ierland ·
Noorwegen ·
Oekraïne ·
Oman ·
Oostenrijk ·
Panama ·
Peru ·
Polen ·
Portugal ·
Qatar ·
Roemenië ·
Rusland ·
Saarland ·
San Marino ·
Schotland ·
Servië ·
Slovenië ·
Slowakije ·
Sovjet-Unie · 
Spanje ·
Togo ·
Tsjechië ·
Tsjecho-Slowakije ·
Tunesië ·
Turkije ·
Uruguay ·
Venezuela ·
VA Emiraten ·
Verenigde Staten ·
Wales ·
Wit-Rusland ·
Zimbabwe ·
Zuid-Korea ·
Zweden
Albanië (2016) ·
Argentinië (2014) ·
Brazilië (2018) ·
Chili (2010) ·
Costa Rica (2018) ·
Ecuador (2014) ·
Frankrijk (2006) ·
Frankrijk (2014) ·
Frankrijk (2016) ·
Frankrijk (2021) ·
Honduras (2010) · 
Honduras (2014) · 
Italië (2021) · 
Oekraïne (2006) ·
Portugal (2008)  · 
Portugal (2022) · 
Roemenië (2016) · 
Servië (2018) ·
Spanje (2010) ·
Spanje (2021) ·
Togo (2006) ·
Tsjechië (2008) ·
Turkije (2008) ·
Turkije (2021) ·
Wales (2021) ·
Zuid-Korea (2006) ·
Zweden (2018)
CONMEBOL: Bolivia · Chili  · Colombia · Ecuador · Uruguay

UEFA: Albanië · België · Bulgarije · Cyprus · Denemarken · West-Duitsland · Duitse Democratische Republiek · Engeland · Faeröer · Finland · Frankrijk · Griekenland · Hongarije · IJsland · Ierland · Israël · Italië · Joegoslavië ·  Liechtenstein · Luxemburg · Malta · Nederland · Noord-Ierland · Noorwegen · Oostenrijk · Polen · Portugal · Roemenië · San Marino · Schotland ·  Sovjet-Unie ·  Spanje · Tsjecho-Slowakije · Turkije · Wales ·  Zweden · Zwitserland

CAF: Madagaskar